# Velika kineska glad

Velika kineska glad (kineski: 三利大阥荒, "Tri godine velike gladi") bilo je razdoblje u povijesti Narodne Republike Kine, koje je obilježila raširena glad između 1959. i 1961. Neki su znanstvenici također uključili godine 1958. ili 1962. Velika kineska glad naširoko se smatra najsmrtonosnijom glađu i jednom od najvećih katastrofa koje je uzrokovao čovjek u ljudskoj povijesti, s procijenjenim smrtima od gladi u desetcima milijuna.
Glavni čimbenici koji su doprinijeli gladi bili su: politika Velikog skoka naprijed (1958. do 1962.) i narodnih komuna, uz nekoliko prirodnih nepogoda poput suše koja se dogodila tijekom tog razdoblja. Tijekom konferencije sedam tisuća dužnosnika početkom 1962., Liu Shaoqi, drugi predsjedavajući Narodne Republike Kine, službeno je pripisao glad 30% prirodnim katastrofama, a 70% pogreškama koje je napravio čovjek. Nakon pokretanja reforme i otvaranja, Komunistička partija Kine službeno je izjavila u lipnju 1981. da je glad uglavnom posljedica pogrešaka Velikog skoka naprijed, kao i protuvladine kampanje, uz neke prirodne katastrofe i kinesko-sovjetski raskol.

## Nazivlje
Osim naziva "Tri godine velike gladi" (pojednostavljeni kineski: 三利大阥荒; tradicionalni kineski: 三利大饑荒; pinyin: Sānnián dà jīhuāng), ova katastrofa je poznata i pod mnogim drugim imenima.
Vlada Narodne Republike Kine ovo razdoblje naziva:
- Prije lipnja 1981., "Tri godine prirodnih katastrofa" (pojednostavljeni kineski: 三利自然灾害; tradicionalni kineski: 三利自然火家; pinyin: Sānnián zìrán zāihài).
- Nakon lipnja 1981., "Tri godine nevolja" (pojednostavljeni kineski: 三利方旅时时; tradicionalni kineski: 三全旅游时时; pinyin: Sānnián kùnnán shíqī).